# Spotlight (film)
Spotlight är en amerikansk biografisk dramafilm från 2015 regisserad av Tom McCarthy. Den handlar om den sanna historien om Spotlight-teamet i nyhetstidningen The Boston Globe som avslöjade skandalen om sexuella övergrepp på barn och en efterföljande mörkläggning inom den lokala katolska kyrkan. Skandalen inbegrep bland andra ärkebiskopen av Boston, kardinal Bernard Law, som kände till att prästen John Geoghan förgrep sig på barn, men inte gjorde något för att stoppa denne.
I filmen medverkar Mark Ruffalo, Michael Keaton, Rachel McAdams, Liev Schreiber, John Slattery, Brian d'Arcy James, Billy Crudup och Stanley Tucci.
Den hade världspremiär den 3 september 2015 vid Filmfestivalen i Venedig 2015 och hade bredare biopremiär den 6 november 2015. I Sverige hade filmen premiär den 12 februari 2016.
Vid Oscarsgalan 2016 belönades filmen med två Oscars för Bästa film och Bästa originalmanus. Den nominerades även för Bästa regi till Tom McCarthy, Bästa manliga biroll till Mark Ruffalo, Bästa kvinnliga biroll till Rachel McAdams och Bästa klippning.

## Rollista
| Mark Ruffalo            | – Michael "Mike" Rezendes          |
| Michael Keaton          | – Walter "Robby" Robinson          |
| Rachel McAdams          | – Sacha Pfeiffer                   |
| Liev Schreiber          | – Marty Baron                      |
| John Slattery           | – Ben Bradlee Jr.                  |
| Brian d'Arcy James      | – Matt Carroll                     |
| Stanley Tucci           | – Mitchell "Mitch" Garabedian      |
| Billy Crudup            | – Roderick "Eric" MacLeish         |
| Paul Guilfoyle          | – Peter Conley                     |
| Jamey Sheridan          | – Jim Sullivan                     |
| Len Cariou              | – Kardinal Bernard Law             |
| Neal Huff               | – Phil Saviano                     |
| Michael Cyril Creighton | – Joe Crowley                      |
| Michael Countryman      | – Richard Gilman                   |
| Richard Jenkins         | – Richard Sipe (röst, okrediterad) |

## Mottagande
Spotlight möttes av positiva recensioner av kritiker. På Rotten Tomatoes har filmen ett medelbetyg på 96%, baserat på 289 recensioner, och ett genomsnittsbetyg på 8,8 av 10. På Metacritic har filmen genomsnittsbetyget 93 av 100, baserat på 45 recensioner.